# Huerta de Valdecarábanos
Huerta de Valdecarábanos é um município da Espanha na província de Toledo, comunidade autónoma de Castilla-La Mancha, de área 83 km² com população de 1784 habitantes (2006) e densidade populacional de 20,77 hab/km².

## Demografia
| Variação demográfica do município entre 1991 e 2004 | Variação demográfica do município entre 1991 e 2004 | Variação demográfica do município entre 1991 e 2004 | Variação demográfica do município entre 1991 e 2004 |
| --------------------------------------------------- | --------------------------------------------------- | --------------------------------------------------- | --------------------------------------------------- |
| 1991                                                | 1996                                                | 2001                                                | 2004                                                |
| 1717                                                | 1715                                                | 1711                                                | 1724                                                |